# عصام الوقيت
عصام بن عبد الله بن خلف الوقيت هو مدير مركز المعلومات الوطني السعودي، وعضو في مجلس إدارة الهيئة العامة للإحصاء. صدر أمر ملكي بتعيينه في 23 أكتوبر 2019م.

## التعليم
حصل على درجة الدكتوراه في علوم الحاسوب من جامعة التقنيات المتعددة بمملكة إسبانيا، وعلى درجة الماجستير في علوم الحاسوب من جامعة جنوب كاليفورنيا، ودرجة بكالوريوس في علوم الحاسوب من جامعة الملك سعود بالرياض.

## حياته العملية
في 2018م، عمل الدكتور عصام الوقيت رئيسًا تنفيذيًا لوحدة التحول الرقمي، وشغل منصب وكيل وزارة الخارجية للشؤون الفنية، وكان عضوًا في مجلس إدارة الاتحاد السعودي للأمن السيبراني والبرمجة والدرونز، إضافةً إلى توليه منصب عميد التعاملات الإلكترونية والاتصالات بجامعة الملك سعود، ومدير إدارة البوابة والخدمات الإلكترونية، مع عمله مستشار غير متفرغ بوزارة التعليم العالي خلال عام 2010.
حاليًّا يعمل مديرًا لمركز المعلومات الوطني السعودي، وعضوًا في مجلس إدارة الهيئة العامة للإحصاء.

## الأوسمة والتكريمات
- منحه الملك سلمان بن عبد العزيز آل سعود وسام الملك عبد العزيز من الدرجة الأولى في 6 أبريل 2021م.[4]